# Andrew Dosunmu
Andrew Dosunmu és un fotògraf i director de cinema nigerià instal·lat als Estats Units. En aquest estat va esdevenir notable després de dirigir videoclips musicals per diversos artistes famosos com Isaac Hayes, Angie Stone, Common, Tracy Chapman, Wyclef Jean, Kelis, Aaron Neville, Talib Kweli i Maxwell.
És el director del film del 2011, Restless City que fou estrenat en el Festival de Cinema de Sundance d'aquell any. El seu proper film, Mother of George (2013) també es va estrenar en el mateix festival i fou projectat en la Nit de la Clausura del Festival de Cinema de Maryland del 2013. En l'actualitat Dosunmu viu entre Nova York i Lagos.

## Carrera professional

### Fotografia
Dosunmu va començar la seva carrera com ajudant de disseny a l'empresa de la moda d'Yves Saint Laurent. Posteriorment va esdevenir director creatiu (va fer les portades de diversos àlbums de diversos músics com Erykah Badu i Public Enemy) i fotògraf de moda. Les seves fotografies es van editar en diverses revistes internacionals. El 2007 fou honorat en parlar en la Conferència TED. Dosunnu va dirigir i fotografiar molts anuncis per companyies multinacionals com la General Motors, Levi's, Giordano Jeans, entre d'altres. Algunes fotografies del seu documental The African Game foren editades en un llibre per l'editorial powerHouse Books. Dosunmu també fou seleccionat per a participar en exhibició de fotografia Snap Judgments: New Positions in Contemporany Photography, al Centre Internacional de Fotografia. Dosunmu ha fet fotografies per revistes com Vibe, Clam, Fader, Face, Paper, Interview, i-D, Vogue Hommes, Complex i Ebony.

## Director de cinema
Dosunmu va debutar com a director en videoclips musicals per Isaac Hayes el 1996. Posteriorment va dirigir altres videoclips per músics com Angie Stone, Common, Wyclef Jean, Kellis, Aaron Neville, Maxwell, Tracy Chapman i Talib Kwei.
El seu documental Hot Irons va guanyar el premi a millor documental al Festival FESPACO. Dosunmu ha dirigit episodis de la sèrie de televisió sud-africana, Yizo, Yizo. El 2010 va produir el documental The African Game sobre el futbol a Àfrica. El 2011 va dirigir el film de ficció Restless City, que es va presentar al Festival de Cinema de Sundance.

## Filmografia
| Any  | Títol            | Rol                  | Gènere              | Premis                                                     |
| ---- | ---------------- | -------------------- | ------------------- | ---------------------------------------------------------- |
| 1999 | Hot Irons        | Director i productor | Documental          | Premi a Millor documental al Festival FESPACO              |
| 2004 | Yizo Yizo        | Director             | Sèrie de TV         |                                                            |
| 2010 | The African Game | Director             | Documental esportiu |                                                            |
| 2011 | Restless City    | Director i productor | Drama musical       |                                                            |
| 2013 | Mother of George | Director             | Drama               | Seleccionat per la Closing Night al Maryland Film Festival |

## Premis
Andrew Dosunmy ha guanyat els següents premis cinematogràfics:
- 2014 - Nominat al premi Outstanding Independent Feature per la pel·lícula Mother of George als Premis Black Reel.
- 2013 - Nominat al Gran Premi del Jurat per Mother of George al Festival de Cinema de Sundance
- 2011 - Nominat al Premi de Millor Pel·lícula per Restless City al Festival Internacional de Cinema de Dubai.
- 2004 - Guanyador del premi Human Rights Film Network, en menció especial per la sèrie Yizo yizo, juntament amb Angus Gibson i Teboho Mahlatsi al Festival de Cinema de Venècia
- 1999 - Guanyador del Premi de Milor Film Documental per Hot Irons al Festival Panafricà de Cinema i Televisió (FESPACO).